# 윌 크로우
윌리엄 챈들러 크로우(William Chandler Crowe, 1994년 9월 9일 ~)는 미국의 야구 선수이자, 전 KBO 리그 KIA 타이거즈의 투수이다.

## 미국 프로야구 시절
2020년에 워싱턴 내셔널스에 입단하였다.

## 한국 프로야구 시절

### KIA 타이거즈시절
2024년에 마리오 산체스, 토마스 파노니를 대체할 외국인 투수로 영입되었다. 5월에 팔꿈치 부상으로 수술이 필요하다는 소견이 나오면서 사실상 결별하였다.
그리고 8월 5일 완전히 팀을 떠나게 되었다.